# (612) Veronika
(612) Veronika es un asteroide perteneciente al cinturón de asteroides descubierto el 8 de octubre de 1906 por August Kopff desde el observatorio de Heidelberg-Königstuhl, Alemania.
Se desconoce la razón del nombre.